# 11429 Demodokus
A 11429 Demodokus (ideiglenes jelöléssel 4655 P-L) egy kisbolygó a Naprendszerben. Cornelis Johannes van Houten,  Ingrid van Houten-Groeneveld és Tom Gehrels fedezte fel 1960. szeptember 24-én.